# Демократическое движение (Франция)
Демократи́ческое движе́ние (фр. Mouvement démocrate, MoDem) — французская центристская политическая партия, основанная 10 мая 2007 года писателем и политиком Франсуа Байру.

## История
Основой партии является «Союз за французскую демократию». Решение об образовании новой партии появилось у Байру после значительного успеха на президентских выборах 2007 года, где в первом туре он получил 18,57 %.
23 апреля и 7 мая 2017 года во Франции состоялись два тура президентских выборов, победу на которых одержал Эмманюэль Макрон. В мае было сформировано первое правительство Филиппа, в котором Байру получил портфель министра юстиции, Сильви Гулар — министра Вооружённых сил, а Мариэль де Сарнез стала ответственным министром европейских дел при министре связей с Евросоюзом и иностранных дел.
9 июня 2017 года прокуратура Парижа начала официальное расследование обвинений в фиктивном найме евродепутатами Демократического движения парламентских помощников. Основанием для возбуждения уголовного дела стали показания одного из бывших служащих, официально оформленного помощником Жана-Люка Беннамиаса, но в действительности никогда с ним не работавшего. Кроме того, экологистка Корин Лепаж опубликовала в 2014 году книгу, в которой утверждала, что в период её деятельности как евродепутата ДД «потребовал» выделить одного из её парламентских помощников для работы в парижской штаб-квартире партии.
11 и 18 июня 2018 года состоялись два тура парламентских выборов, на которые Движение пошло в качестве младшего партнёра новорождённой партии президента Макрона «Вперёд, Республика!» и после победы этого блока обеспечило себе представительство во втором правительстве Филиппа. Правда, 20 июня Гулар отказалась от министерского портфеля из-за скандала с парламентскими помощниками, а 21 июня её примеру последовали Франсуа Байру и Мариэль де Сарнез.
21 июня правительство было сформировано, но представителями ДД в нём стали ответственный министр при министре внутренних дел Жаклин Гуро и государственный секретарь при министре связей с Евросоюзом и иностранных дел Женевьева Даррьёсек.

## Идеология
Во время президентских выборов 2007 года Байру подчеркнул три момента: государственный долг, необходимость изменений и перехода к правой/левой политической системе и необходимость конституционных реформ в этом направлении.

## Организационная структура
Демократическое движение состоит из департаментских движений (mouvements départementaux), департаментские движения — из секций (section). Высший орган партии — съезд (congrès), между съездами — национальный совет (сonseil national), между заседаниями национального совета — национальный исполнительный комитет (bureau exécutif national), высшее должностное лицо — председатель (président), высший контрольный орган — комитет примирения и контроля (comité de conciliation et de contrôle). Молодёжная организация — «Молодые демократы» (Jeunes Démocrates).